# Jean-Pierre Adams
Jean-Pierre Adams (Dakar, 1948. március 10. – Nîmes, 2021. szeptember 6.) válogatott francia labdarúgó, középhátvéd.

## Pályafutása

### Klubcsapatban
1967 és 1970 között az Entente BFN amatőr csapatban játszott, ahol kétszer második lett az együttessel az országos amatőr bajnokságban (1967–68, 1968–69). 1970 és 1973 között a Nîmes, 1973 és 1977 között a Nice, 1977 és 1979 között a Paris Saint-Germain, 1979–80-ban a Mulhouse labdarúgója volt. 1980-ban a Chalon labdarúgója lett. 
1982 március 17-én szalagszakadás miatt kórházba került. A műtétet a lyoni Édouard Herriot Kórházban végezték el. A műtét során az altatóorvos hibát követett el, melynek következtében kómába esett és haláláig már sohasem tért magához.

### A válogatottban
1972 és 1976 között 22 alkalommal szerepelt a francia válogatottban.